# بد گروسپرتهولتس
بد گروسپرتهولتس (به آلمانی: Bad Großpertholz) یک منطقهٔ مسکونی در اتریش است که در ناحیه گموند واقع شده‌است. بد گروسپرتهولتس ۱٬۵۲۶ نفر جمعیت دارد.